# 18. Flak-Division

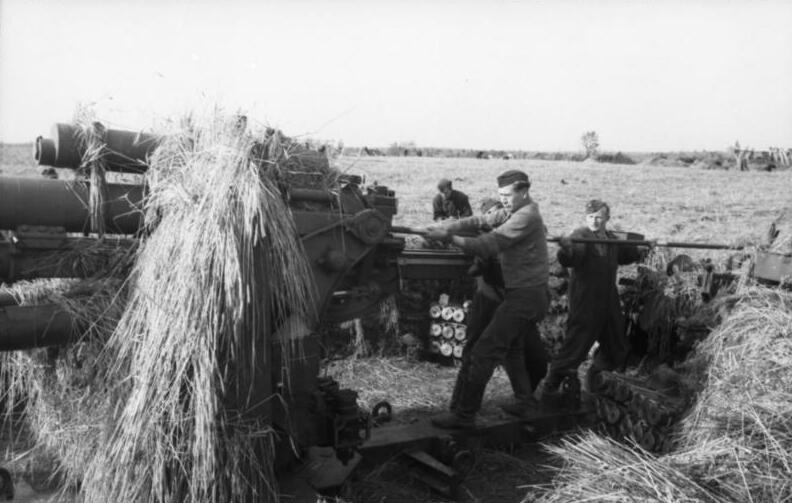
Luftwaffensoldaten 1942 in der Sowjetunion am 88-Millimeter Flak-Geschütz

Die 18. Flak-Division war ein Großverband der Bodentruppen der deutschen Luftwaffe im Zweiten Weltkrieg. Zuständig war die Division bei Aufstellung für die Abwehr von einfliegenden gegnerischen Flugzeugen mittels Flugabwehrgeschützen in der besetzten Sowjetunion.

## Geschichte

### Aufstellung
Der Führungsstab der 18. Flak-Division wurde aus dem aufgelösten Führungsstab des II. Flak-Korps am 10. April 1942 mit Gefechtsstand in einem Waldlager bei Smolensk aufgestellt. Unterstellt war das Divisionskommando dabei dem Luftwaffenkommando Ost, in dessen Bereich alle Flakkräfte nun über die neu aufgestellte Division geführt werden sollten. Erster Divisionskommandeur wurde der spätere Generalleutnant Generalmajor Richard Reimann. Die Division umfasste zum April 1942 dabei folgende Regimenter:
- Flak-Regiment 6,
- Flak-Regiment 10,
- Flak-Regiment 21,
- Flak-Regiment 34,
- Flak-Regiment 101,
- Flak-Regiment 125
- Flak-Regiment 133.

### 1942
Die ursprüngliche Stärke von ganzen sieben Regimentern konnte jedoch nicht sehr lange beibehalten werden und schon im Mai 1942 schieden die Flak-Regimenter 21, 34 und 101 aus.

### 1943
Bis zum Februar/März 1943 waren die Regimenter der 18. Flak-Division in mehrere Gefechte verwickelt, so zum Beispiel bei Rshew, wo das Flak-Regiment 101 105 sowjetische Panzer abschießen konnte. Inzwischen hatte es einen ersten Wechsel in der Führungsebene der Division gegeben. So wurde Nachfolger von Reimann Generalmajor Prinz Heinrich Reuß, der zum 10. März 1943 die Geschicke der Division übernahm. Ende des Jahres 1943 zeichneten sich die Flak-Regimenter der 18. Flak-Division erneut im schweren Kampf um die Smolensker Rollbahnen aus, so dass die Division am 25. November 1943 im Wehrmachtbericht genannt wurde.

### 1944
Im Zuge des allgemeinen deutschen Rückzuges, der dann Anfang 1944 begann, wurde die Führungsspitze der Division ausgetauscht. Für Prinz Reuß kam zum 1. Februar 1944 der spätere Generalmajor Oberst Adolf Wolf.

#### Operation Bagration
Mit ihm an der Spitze erlebte die 18. Flak-Division den Zusammenbruch der Heeresgruppe Mitte, die mit der sowjetischen Operation Bagration am 22. Juni 1944 begonnen hatte. Innerhalb weniger Monate gelang es den sowjetischen Einheiten 28 von 38 deutschen Divisionen zu zerschlagen.

#### Kessel von Witebstk
Mitten drin in diesem Geschehen, die 18. Flak-Division, die in diesen Tagen in den Kessel bei Witebsk geriet. Unter anderem das Flak-Regiment 34 und 101 mit bis zu sieben Flakabteilungen in Bobrisk, Abteilungen in Orscha und Mogilew und Witebsk selber. Am 25. Juni 1944 befahlen zwar Generalleutnant Alfons Hitter sowie General Friedrich Gollwitzer  als Befehlshaber der eingeschlossenen Truppen den sofortigen Ausbruch und zwar entgegen Hitlers Befehl, doch schlug dieser fehl. Von den eingeschlossenen Teilen der 18. Flak-Divisionen gelang es nur sehr wenigen sich auf eigene Faust zu den deutschen Linien zurückzukämpfen. Sämtliche Geschütze gingen jedoch ebenso verloren.

#### Ostpreußen
Die außerhalb des Kessels verbliebenen Kräften der 18. Flak-Divisionen sahen sich weiterhin Gefechten ausgeliefert, die sich bis zum September 1944 an die ostpreußische Grenze im Raum Augustow-Schirwindt-Schlossberg hinzogen. Die arg dezimierten Kräfte der 18. Flak-Division betrugen zum 1. September 1944 gerade noch drei Regimenter (6., 34. und 125). Anfang Oktober, inzwischen war die Division in erneute Kämpfe zusammen mit der 3. Armee in Ostpreußen und Kurland verwickelt, gab es einen letzten Wechsel in der Kommandoebene. Für Wolf, übernahm Oberst Günther Sachs, später noch zum Generalmajor befördert und mit dem Ritterkreuz ausgezeichnet, das Divisionskommando und hielt es anschließend bis Kriegsende inne. Anfang Oktober 1944 konnten dann die Kräfte der Division durch die Zuführung zweier neuer Flak-Regimenter aufgefrischt werden. Zum einen kamen in die Kommandogewalt der 18. Flak-Division das Flak-Regiment 116 sowie das Flak-Regiment 138. Für ihren weiteren Erfolg bei der Abwehr der sowjetischen Streitkräfte, insbesondere bei der Panzerabwehr, wurde die 18. Flak-Division am 22. Oktober 1944 erneut im Wehrmachtbericht genannt. Bis Anfang 1945 mussten sich die Regimenter der Division dann auf die Linie Deime-Heilsberg zurückziehen.

### 1945

#### Königsberg
Ende Januar 1945 befand sich dann ihr Gefechtsstand in Königsberg, dort wurde die Division dem Luftwaffenkommando Ostpreußen unterstellt und übernahm die Führung aller in diesem Bereich eingesetzten Flakkräfte der Luftwaffe. Aufgrund der Lageentwicklung musste jedoch schon bald der Gefechtsstand aufgegeben werden und erneut verlegt werden, diesmal nach Stuthenen. Anfang Februar verfügte die Division noch über 51 schwere sowie 36 mittlere und leichte Batterien. Dazu kamen noch sieben Scheinwerfer-Batterien. Mitte März 1945 wurde dann der Gefechtsstand des Divisionsstabes lagebedingt nach Lochstadt verlegt. Zu dieser Zeit gliederte sich die Division wie folgt:
- Flak-Regiment 77 Frische Nehrung
- Flak-Regiment 81 Königsberg
- Flak-Regiment 116 östlich Fischhausen sowie das
- Flak-Regiment Gürke Samland, dann nördlich Fischhausen.

#### Verluste durch Vernichtung und Einschließung von Einheiten
Anfang April 1945 ging dann das Flak-Regiment 81 in der Festung Königsberg endgültig verloren. Nur eine Hundertschaft konnte sich noch zu den deutschen Linien durchschlagen. Der Großteil mit etwa 1500 Soldaten ging in sowjetische Kriegsgefangenschaft. Die in Fischhausen liegenden Verbände verloren bis Mitte April nahezu alle ihre Flakgeschütze. Das Flakregiment 116 wurde dabei fast völlig zerschlagen. Ihre Reste (etwa 1.000 Mann) gelangten dann zu Fuß nach Pillau, wo sie bis zum Kriegsende zunächst als Luftschutz an der Frischen Nehrung und der Hafenanlagen eingesetzt war.

#### Verlegung nach Hela
Am 7. Mai 1945 wurden sie nach Hela verlegt, um den dortigen Hafen zu schützen. Ihre Reste wurden am darauffolgenden Tag mit dem Stab des Flak-Regiment 77 nach Westen von Helau aus ausgeschifft, wo sie am 12. Mai 1945 in Kiel ankamen und dort am 14. Mai 1945 interniert wurden.
Mitte April 1945 wurde der 18. Flak-Division dann das Flakregiment 136 unterstellt, dass anschließend noch in der Weichselniederung eingesetzt war. Der Divisionsstab der 18. Flak-Division, inzwischen durch Abzug des Luftwaffenkommandos Ostpreußen auch mit deren Aufgaben betraut, sollte nach dessen Willen ab dem 21. April 1945 die Verschiffung der verbliebenen Einheiten und Verbände organisieren, was sich jedoch als schwierig erwies. Ihr Gefechtsstand war zuletzt ebenfalls in Hela.

### Kapitulation
Ein Teil des Divisionsstabes verließ am 7. Mai 1945 Hela auf dem Seeweg, wurde aber von sowjetischen Marineeinheiten gestellt. Am nächsten Tag, dem 8. Mai 1945 verließ dann auch das letzte Personal des Divisionsstabes Hela.
Die Reste des Flak-Regiment 136 (ca. 450 Mann) gerieten in der Folge in sowjetische Kriegsgefangenschaft. Ebenso die rund 3.000 Mann des Flak-Regiment Gürke, die in den letzten Kriegstagen die Verteidigung von Hela übernommen hatten. Insgesamt verlor die 18. Flak-Division seit Beginn der Kämpfe in Ostpreußen ab September 1944 3075 Mann. Dazu kamen noch 4120 Verwundete.